# Business International Corporation
Business International Corporation (BI) var ett rådgivande företag som bedrev förlagsverksamhet och var dedikerade till att hjälpa amerikanska företag är bli verksamma utomlands. Företaget grundades 1953 av Eldrigde Haynes och dennes son, Eliott Haynes. År 1986 förvärvades Business International av The Economist Group i London och slogs så småningom samman med The Economist Intelligence Unit.
År 1977 publicerade The New York Times information om att företaget mellan 1955 och 1960 hade fungerat som täckmantel för flera CIA-anställda journalister.